# Старомихайлівка (зупинний пункт)
Старомиха́йлівка — пасажирський зупинний пункт Ясинуватської дирекції Донецької залізниці на лінії Рутченкове — Покровськ.
Розташована на заході Донецька, Петровський район, за 4 км від смт Старомихайлівка, Мар'їнський район, Донецької області між станціями Рутченкове (8 км) та Красногорівка (8 км).
Через військову агресію Росії на сході України транспортне сполучення припинене.

## Історія
Свою назву цей роздільний пункт отримав від старовинного села в 2 км від полустанка. Інша назва зупинки, яку використовують місцеві мешканці, — «Розбита». За першою версією, свою «народну» назву полустанок отримав через зруйновану станційну будівлю, за другою — через стан колії. Саме так «охрестив» станцію, начебто, Н. І. Махно, який заїхав сюди на власному «бронепоїзді». Знову таки, за версією місцевих краєзнавців, історія станції починається в 1911 році, коли Красногорівське товариство побудувало тут технічний роз'їзд (за іншою версією — передаточну станцію) своєї під'їзної колії.
З початком будівництва залізниці Рутченкове — Гришине у 1914 році, тут було переобладнано під'їзну колію під вимоги, що висуваються до залізниць загального користування, й відкрито повноцінний залізничний роз'їзд. Станом на 1917 рік, по роз'їзді Старомихайлівка числилося 5 колій, в тому числі — 1 тупик, а також крита й відкрита товарні платформи, пакгауз, 2 пасажирські платформи та станційна будівля. В найближчій перспективі передбачалося обладнання ще 3 колій, запобіжного тупику й передаточної станції приватного користування для нових шахт (В. І.?) Карпова (3 колії, що примикали би до запобіжного тупика). До останньої станції мали примикати під'їзні колії від декількох шахт вказаного власника. До ескалації конфлікту 1917—1921 років по роз'їзді зупинявся пасажирський потяг № 22/21 Гришине — Рутченкове, у складі якого були наявні вагони II, III і IV класу.
Після революційних подій Старомихайлівка залишалася технічним роз'їздом, прямої потреби в якому не було. Свідчень про вантажну роботу станції у 20-х — 30-х роках минулого століття не знайдено. Щодо відновлення пасажирського руху, постійну графікову зупинку пасажирських складів (тоді — поштових потягів) Постишеве — Макіївка було впроваджено лише в 1936 році. Відтоді роз'їзд стає популярним серед пасажирів Петрівки й Старомихайлівки, які здійснювали в обласний центр трудові та соціальні міграції. За попередньою інформацією, не підтвердженою документально, навіть в роки окупації щонайменше 1 раз на день курсували пасажирські потяги «від Розбитої до Юзівки» і в зворотньому напрямі. В 70-ті роки кількість пар пасажирських (приміських) потягів через Старомихайлівку почала поступово збільшуватися, і в середині 90-х років досягла 3 на добу. До липня 2014 року стабільно курсували 2-3 пари приміських дизель-потягів.
Починаючи з 2014 року, зупинний пункт Старомихайлівка, як і однойменне село, перебуває на тимчасово неконтрольованій території в декількох кілометрах від лінії зіткнення сил антитерористичної операції та незаконних збройних формувань. Частину перегону Старомихайлівка — Красногорівка демонтовано.

## Галерея

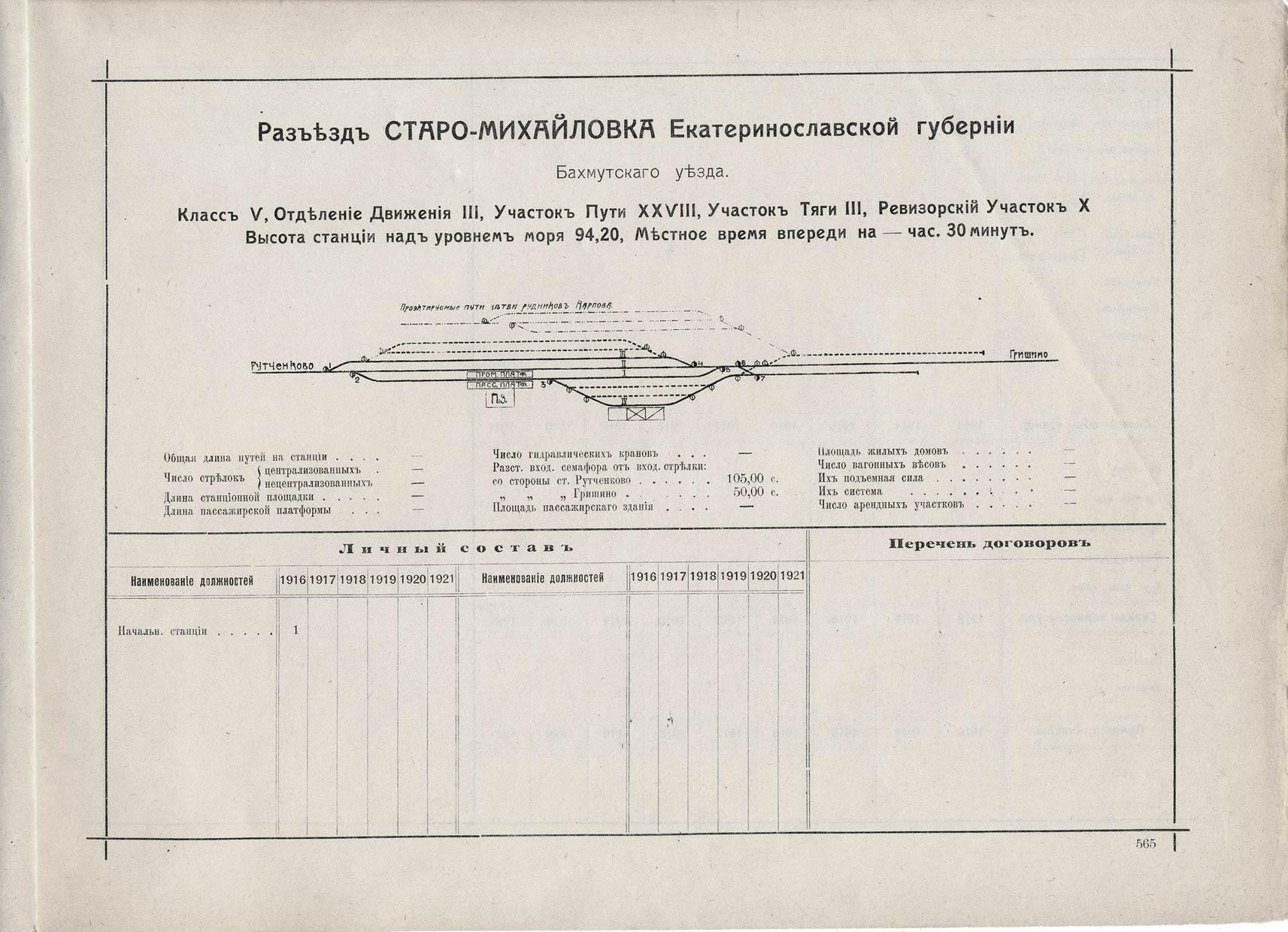
Схема колійного розвитку у 1917 році
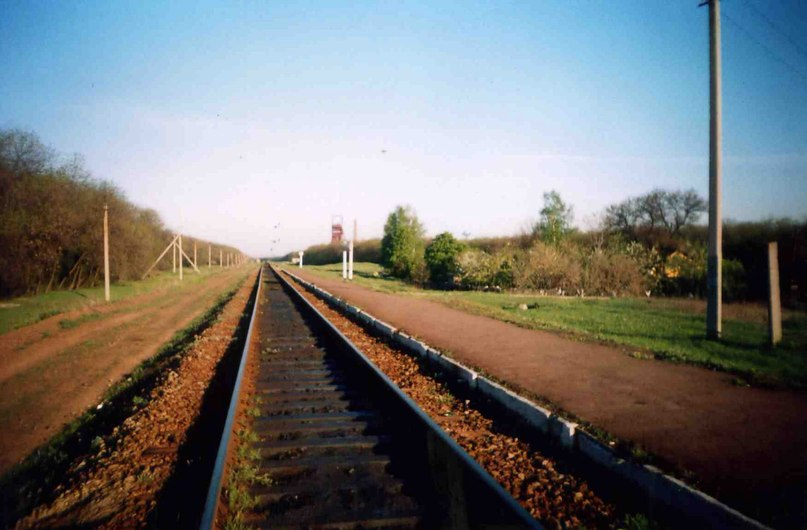
Зупинний пункт Старомихайлівка, 2009 рік
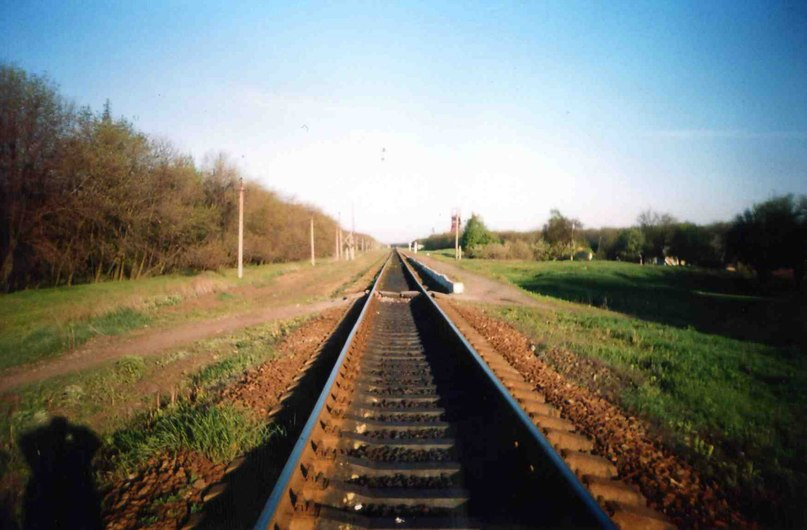
Вигляд у напрямку Красногорівки